# あやぱに (小惑星)
あやぱに（372024 Ayapani）は、小惑星帯にある小惑星である。

## 発見
2008年8月5日、石垣島天文台の主催する研究体験会「美ら星研究体験隊」に参加した当時沖縄県立開邦高等学校1年生の大濱彩音によって発見され、8月24日に小惑星として認定された。

## 命名
発見から5年後の2013年9月に小惑星番号（372024）が登録され、命名権を獲得。翌年の「南の島の星まつり2014」での企画「星に名前をつけよう」で「あやぱに」が選ばれ、2015年6月に正式に命名された。カンムリワシの雛が立派に育って、正月の空に飛び立って行く際の美しい羽のことを指す。沖縄県石垣島発祥の祝いの古謡「鷲ぬ鳥節（ばすぃぬとぅるぃぶすぃ）」で謡われていることで広く知られている。漢字では「綾羽」と書かれる。